# Vác-Alsóvárosi vontatóvágány
A Vác-Alsóvárosi vontatóvágány egy Vác város területén lévő nagyvasúti vontatóvágány, amelyből különböző üzemekbe ágaznak szét iparvágányok.

## Jellemzői
A vontatóvágány Vác vasútállomás déli végénél, a Honvéd utcai híd közelében ágazik ki a Budapest–Szob-vasútvonalból. Déli irányban halad a vasútvonallal párhuzamosan. Ezen a részén mindkét végén bekötött iparvágány ágazik ki belőle a Váci Tungsram gyár területére. A vágány Rádi út előtt kissé eltávolodik a fővonaltól, majd a Vác-Alsóváros megállóhely után visszatér mellé. Itt azonban már nem egy szintben van vele, mivel a szobi vonal töltésre emelkedik fel.
A vontatóvágányból körülbelül Vác-Alsóváros megállóhely mellett ágazott ki egy újabb iparvágány a Forte Fotokémiai Ipar üzembe. Ez idővel fel lett szedve, napjainkban már csak a növényzettel benőtt helye, vasúti talpfák, és az üzemi kapu emlékeztet rá.
A vontatóvágány a Gombás-patak után eltávolodik a töltéstől és behalad a Toperini Ipari Logisztikai Üzleti Park területére.
A vontatóvágány 2000-ig üzemelt, azt követően nem volt rajta forgalom, a felépítmény erősen elavulttá vált. A sajtóhírekbe 2024-ben került be azzal, hogy – az ilyenkor szokásos elbontás helyett – újraindul rajta a vasút forgalom a Toperini Park kínai hátterű CECZ cégcsoporti tulajdonosainak év eleji kérésére. Kisebb felújítások után 2024. novemberében üzembe is helyezték a nappali órákra vonatkozó, 5 km/órás maximális sebességhatáros közlekedés mellett.

## Képtár

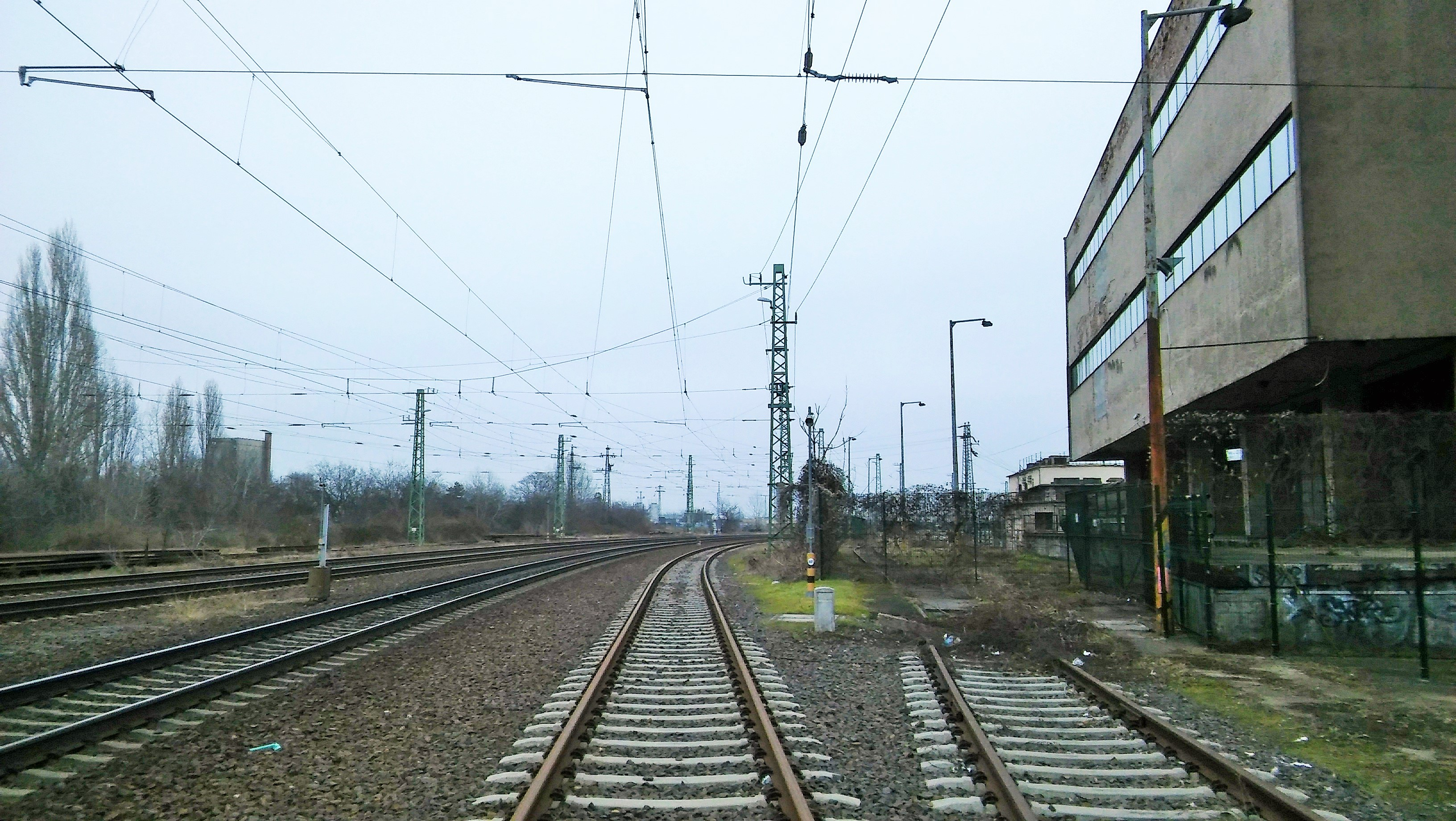
Tungsram iparvágány északi bemenet
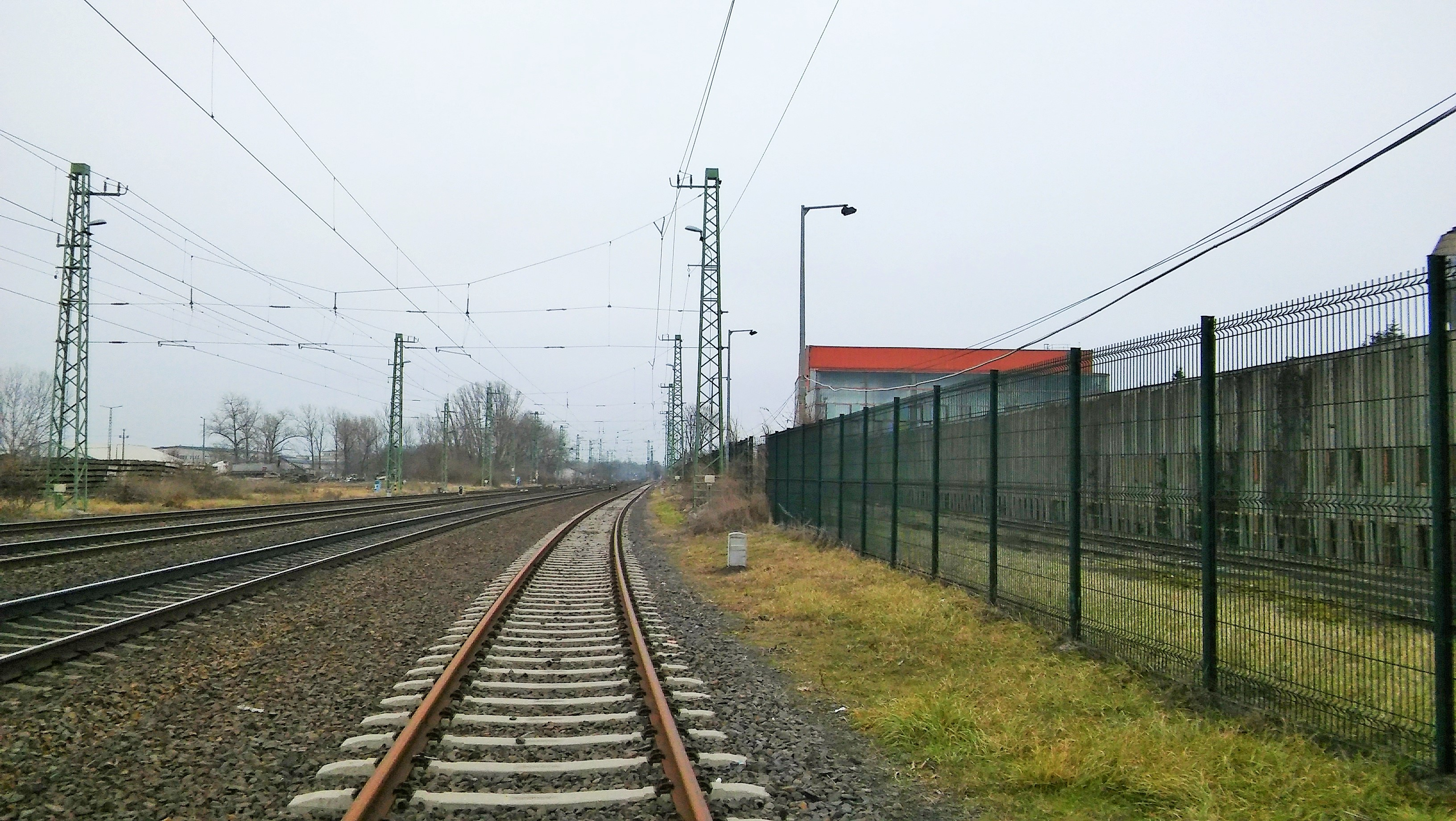
a vontatóvágány a Tungsram mellett
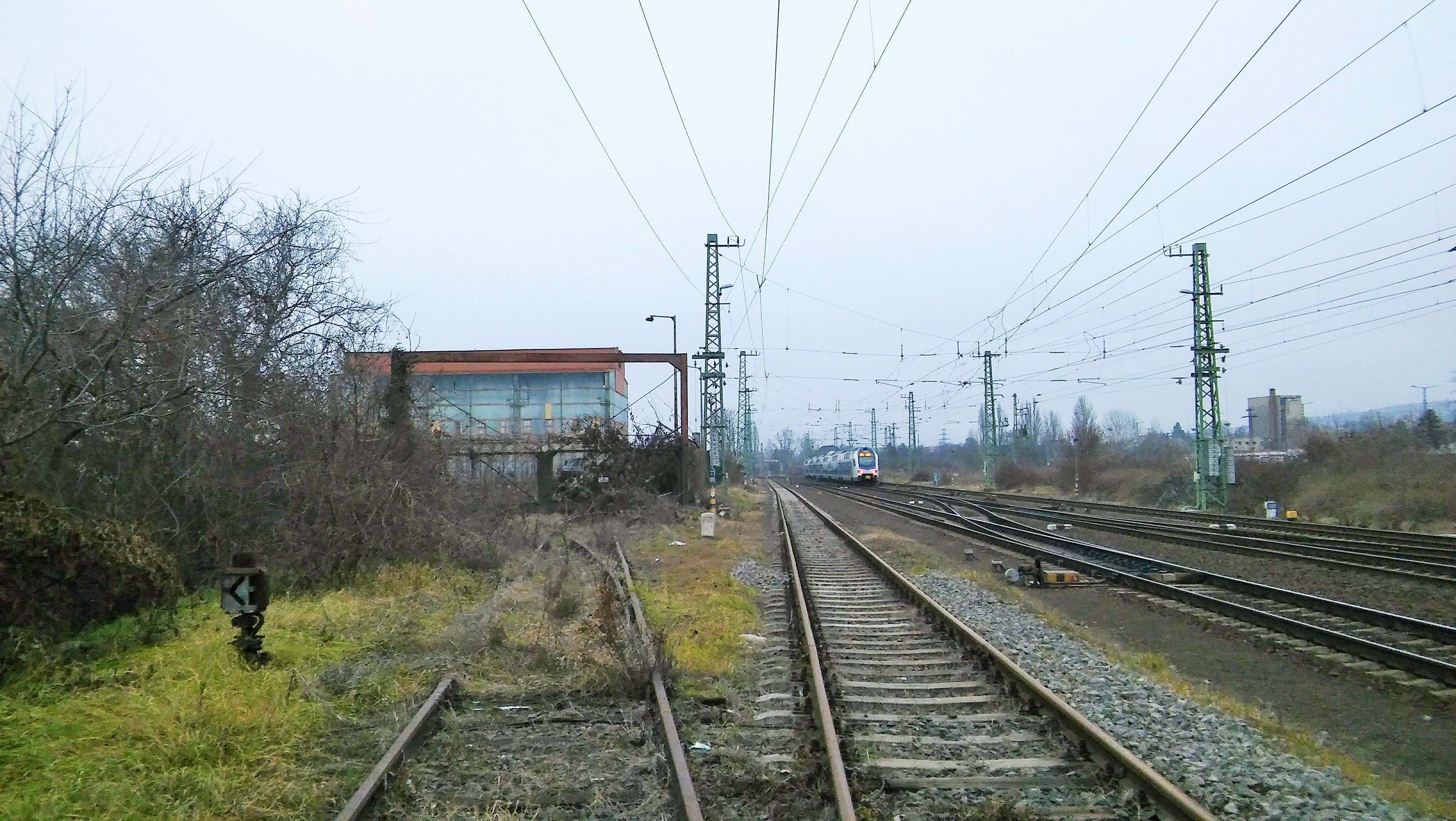
Tungsram iparvágány déli bemenet
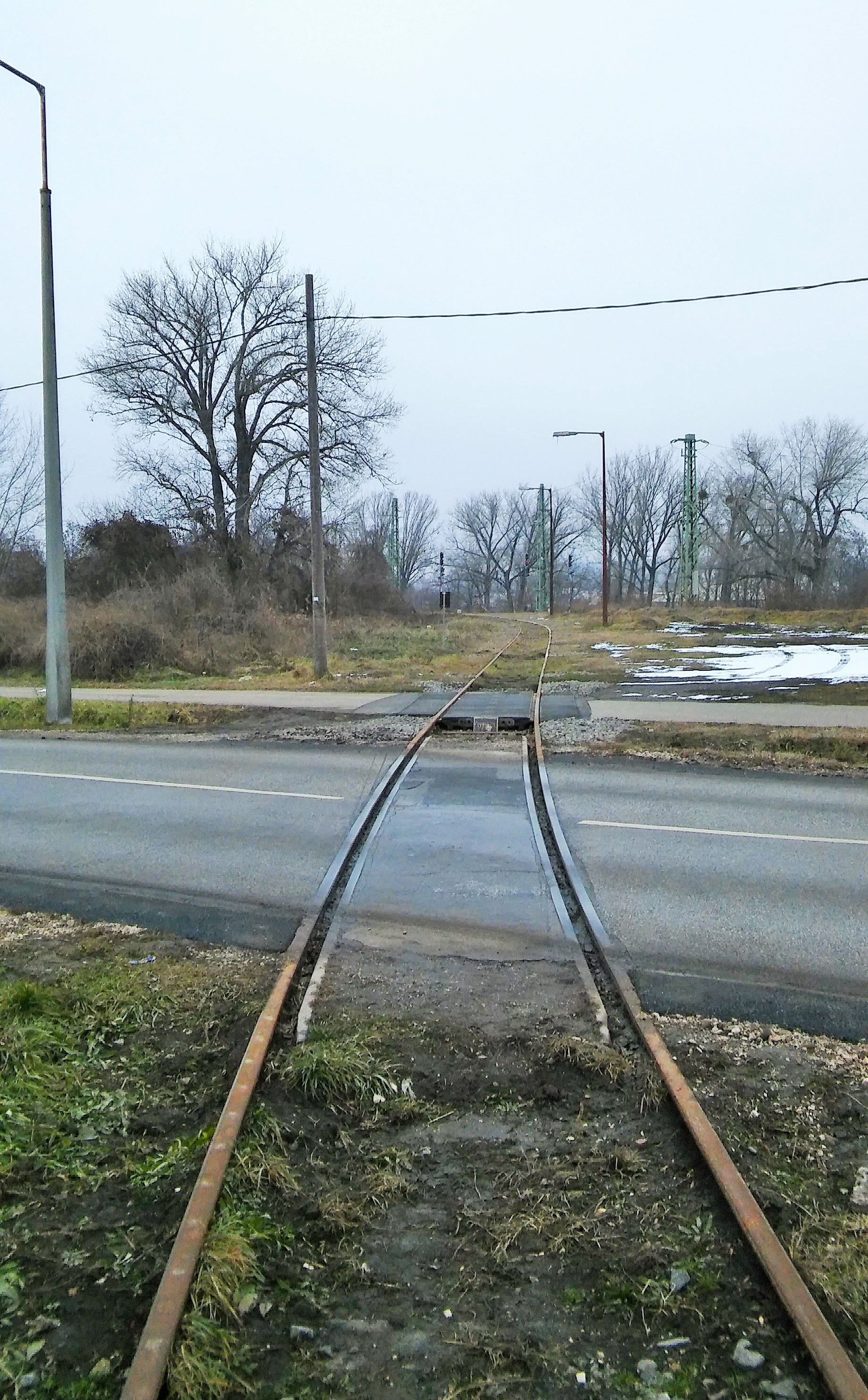
Rádi úti kereszteződés
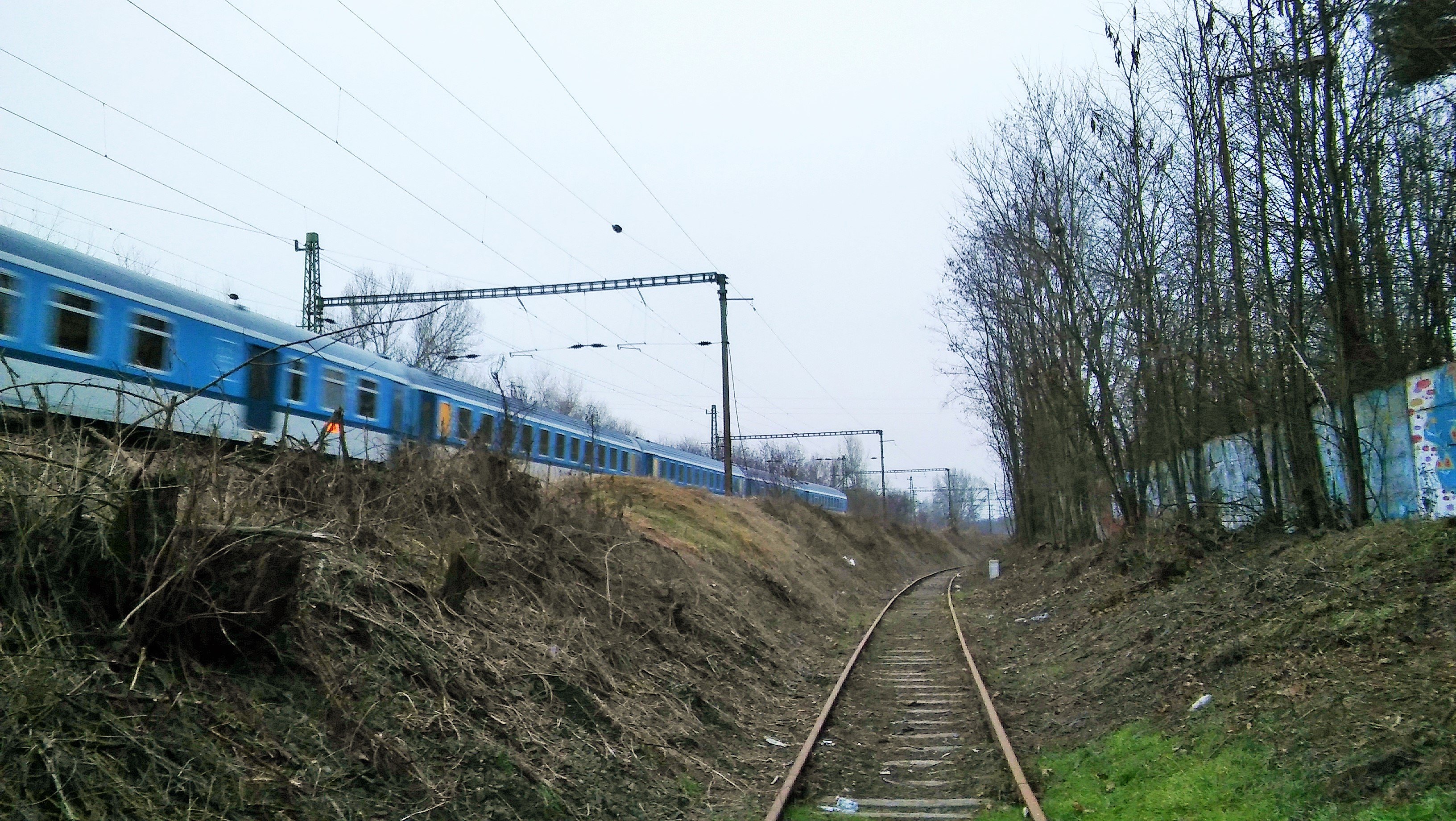
a vontatóvágány Vác-Alsóváros megállóhely mellett
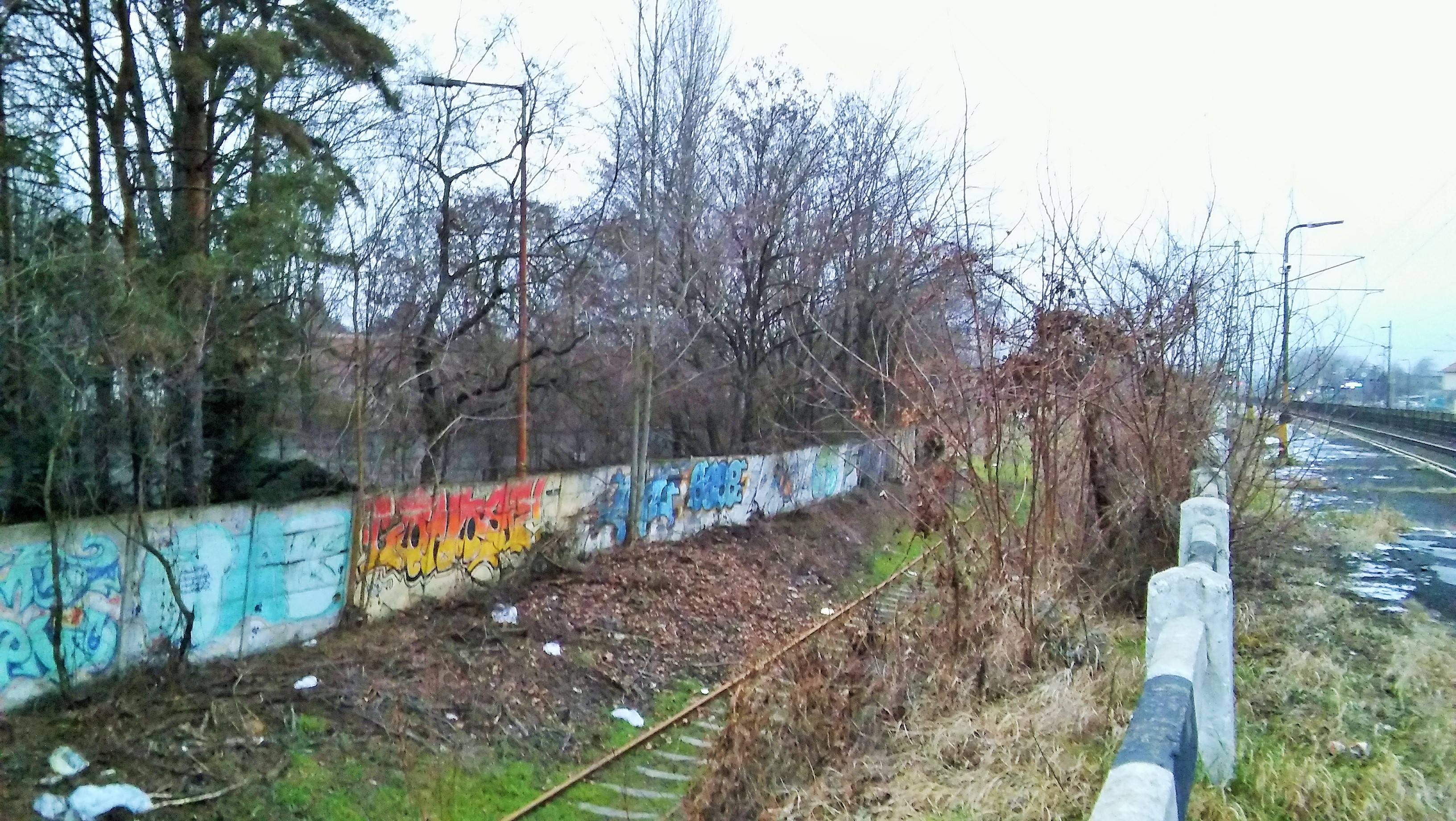
a vontatóvágány Vác-Alsóváros megállóhely mellett
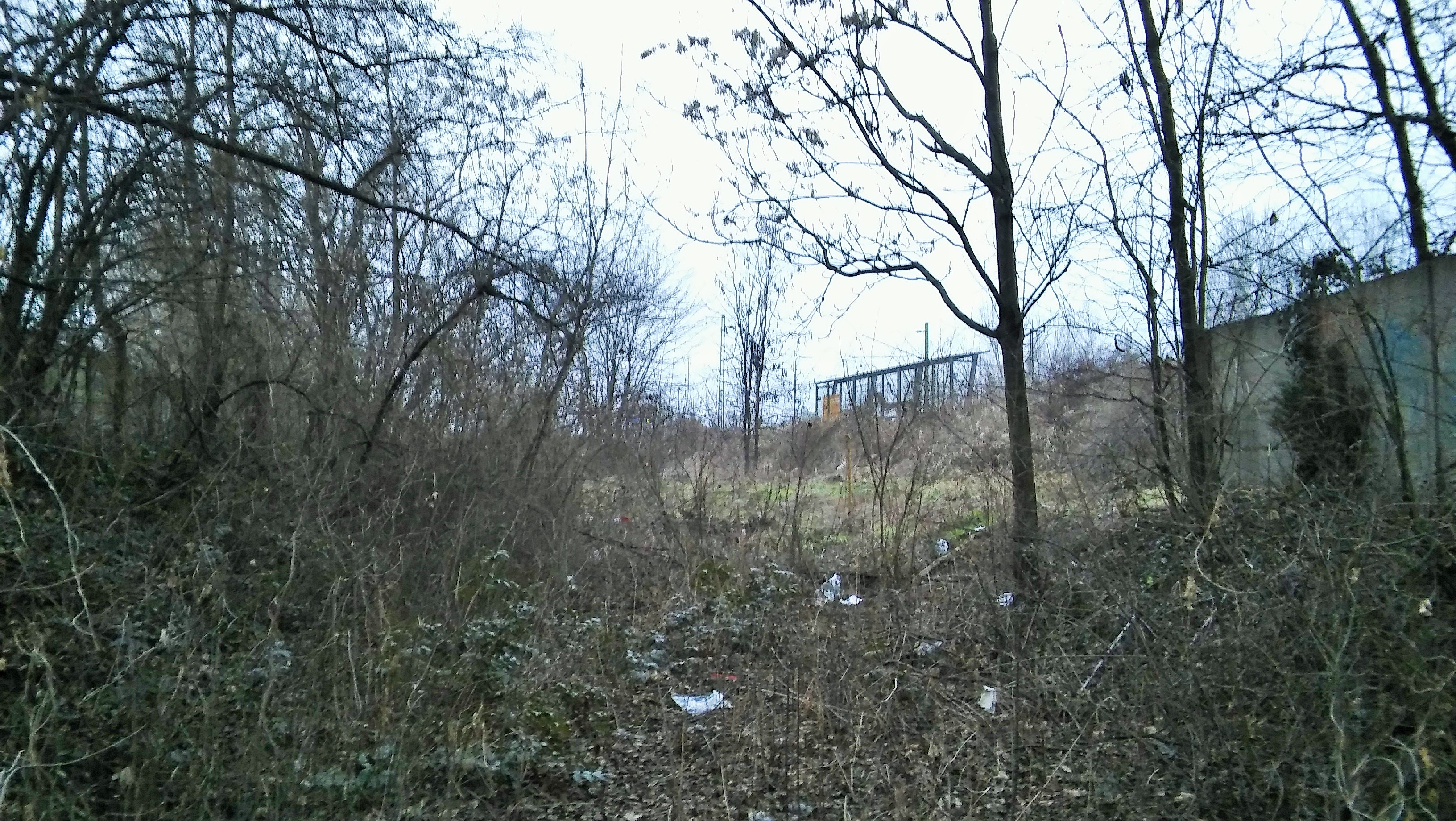
Forte gyár iparvágány helye
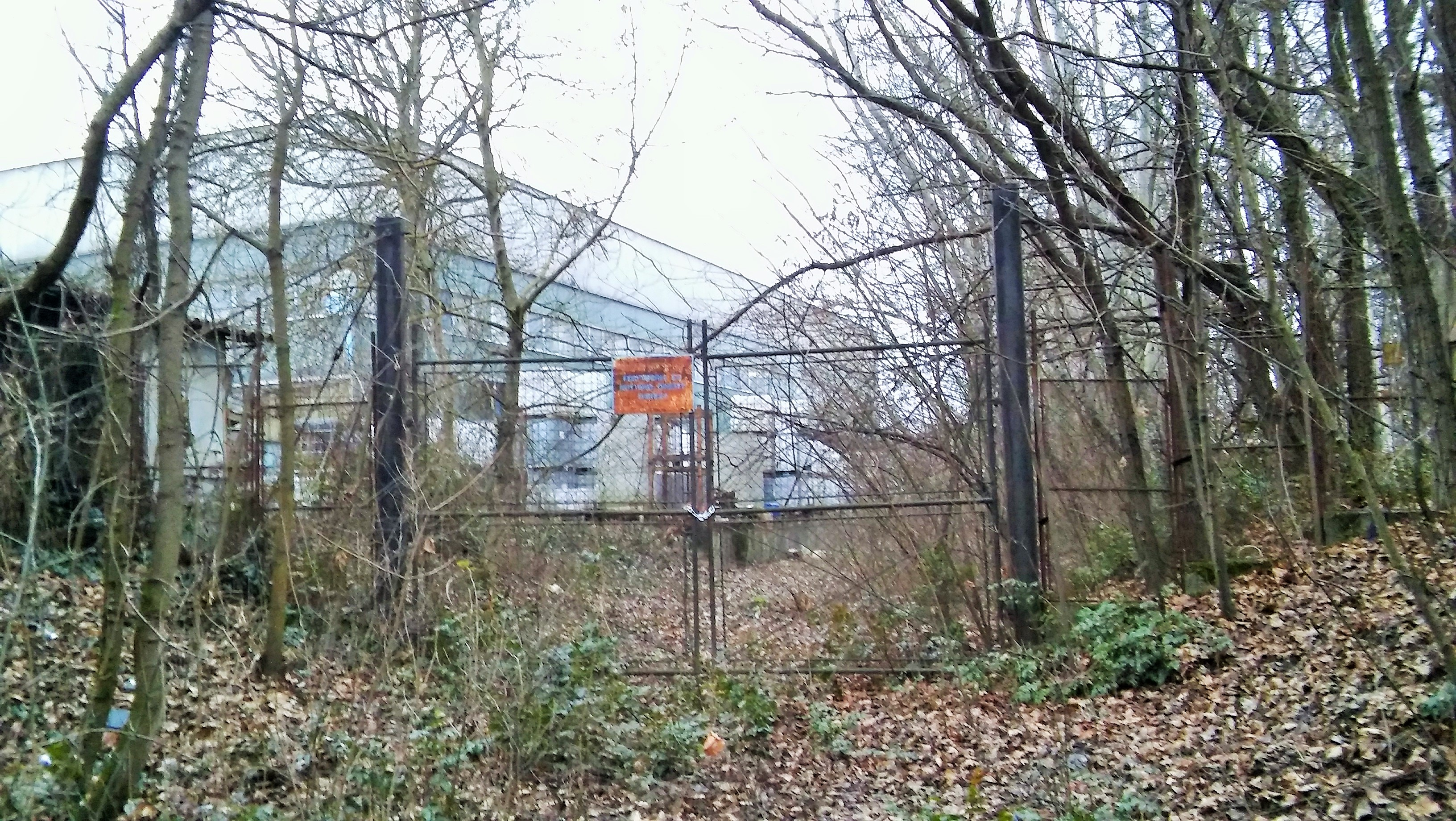
Forte gyár iparvágány helye a gyár vasúti bejáratánál
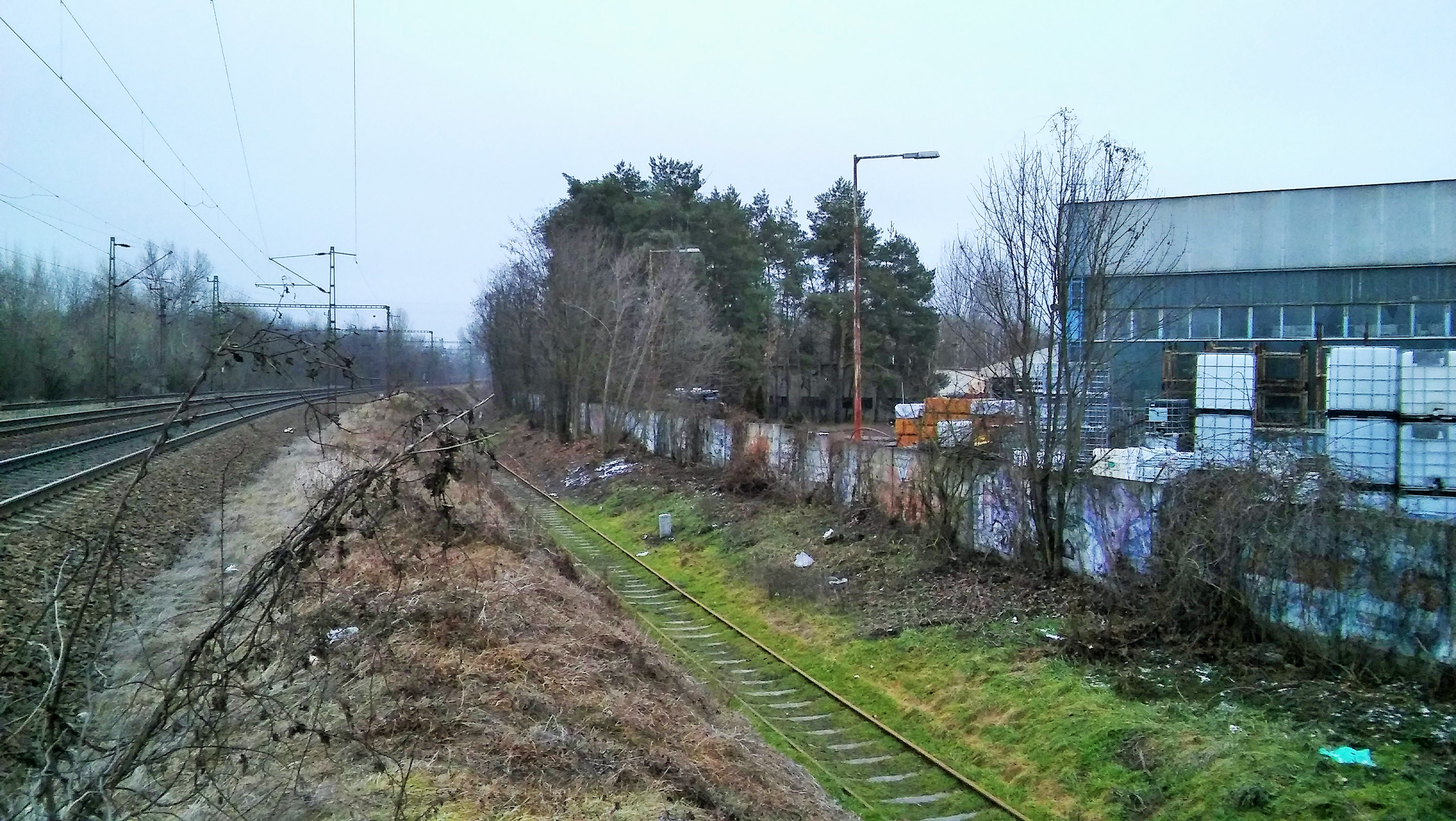
a vontatóvágány a Forte gyár mellett
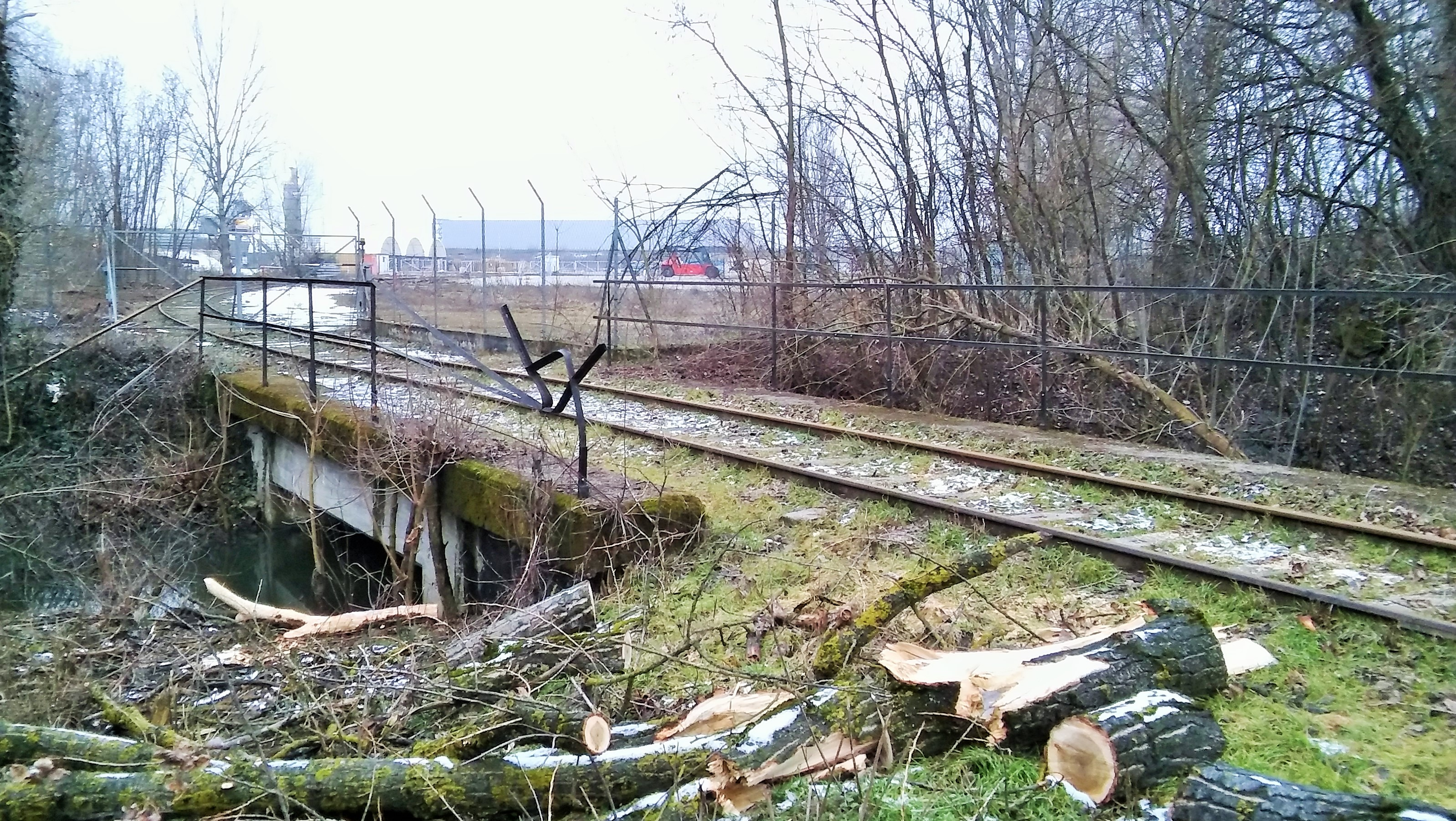
vasútihíd a Toperini Ipari Park előtt
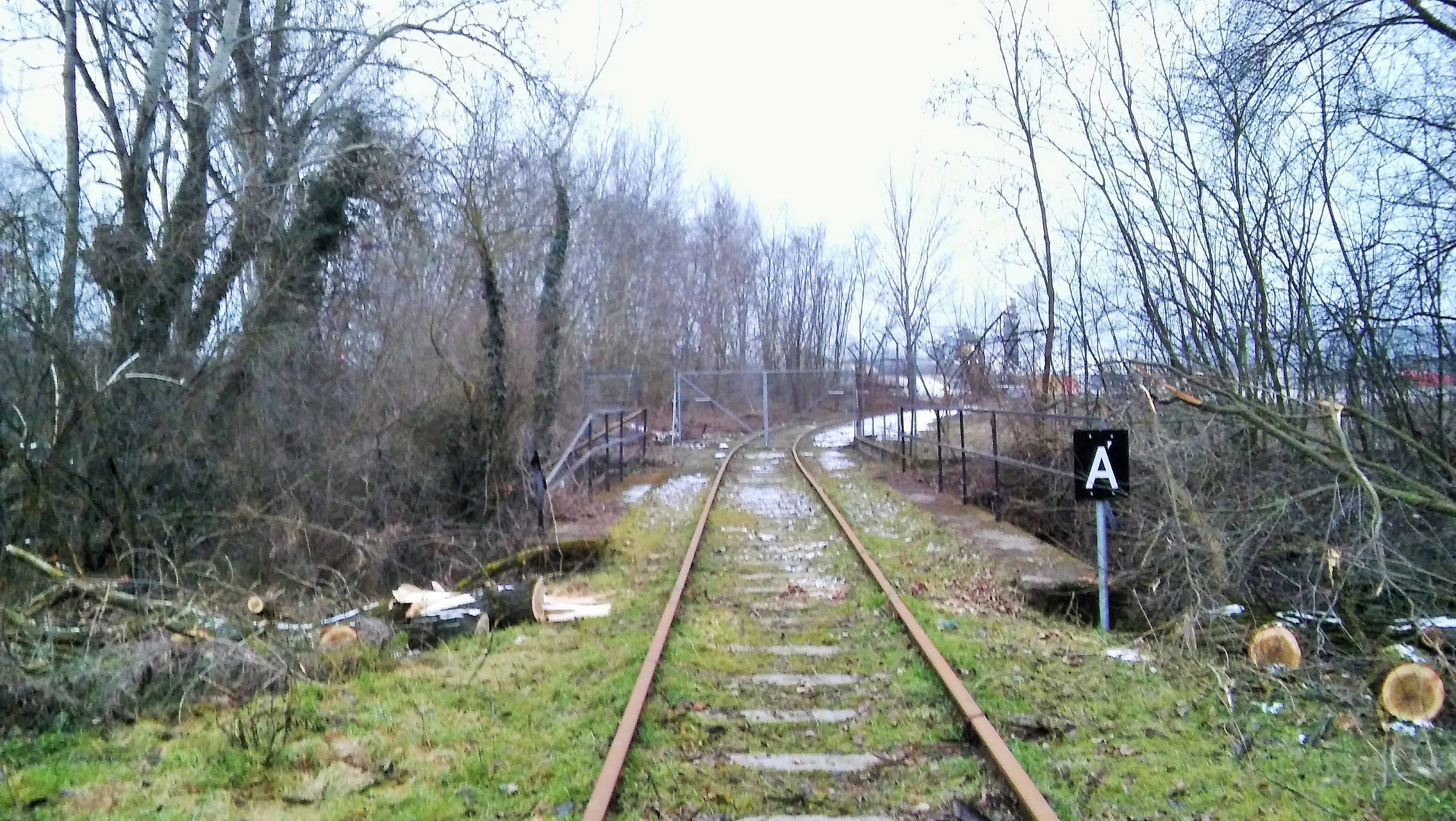
Toperini Ipari Park iparvágány-bejárat
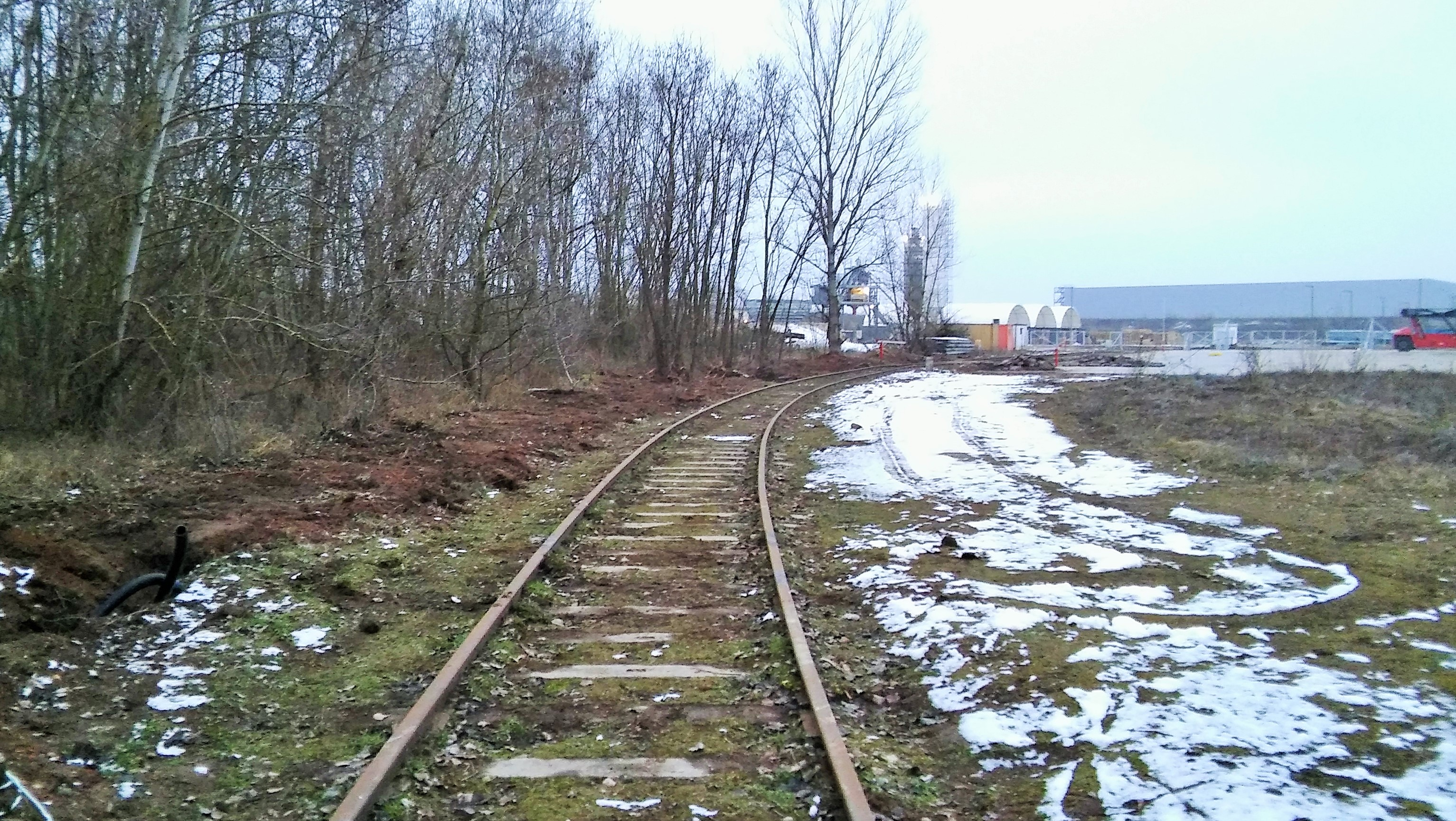
a vonal vége a Toperini Ipari Parkon belül

## Filmfelvétel
- Kuhár Bence: 24 év után egy kínai cég éleszti fel a váci iparvágányt... igaz a várossal nem tárgyalt róla... (youtube.com, 2024. júl. 16.)